# Nymphon kurilocompactum
Nymphon kurilocompactum är en havsspindelart som beskrevs av Turpaeva, E.P. 2004. Nymphon kurilocompactum ingår i släktet Nymphon och familjen Nymphonidae. Inga underarter finns listade i Catalogue of Life.